# Canal 6 Entre Ríos TV
El Canal 6 de Crespo (Conocido comercialmente como Canal 6 ERTV/Entre Ríos TV) es un canal de televisión abierta argentino ubicado en la ciudad de Crespo, en la provincia de Entre Ríos. Fundado el 1 de julio de 2010, se ha consolidado como una emisora independiente desde sus inicios. Con una programación local variada y una amplia difusión de contenidos de producción propia y de otros canales y productoras de la provincia, Canal 6 es una importante fuente de información y entretenimiento en la región. Llegando actualmente a más 50 localidades de la región oeste y centro de la provincia y este de Santa Fe en forma estándar por antena.
.
Canal 6 es propiedad del "Centro Radial Televisivo y Periodístico de Entre Ríos" y operado por la empresa Desde Entre Ríos (anteriormente conocido como DesdeCrespo), la cual también gestiona varias emisoras de radio en la región, incluyendo FM Crespo 98.3, Universo 105.5 FM, FM Latina 97.5, FM Vida Plena 104.7 de Crespo, FM Libertad 101.9 y FM Pasión 103.9. Además, Desde Entre Ríos es responsable del periódico local "El Observador del Litoral", creando sinergias y una plataforma mediática integral para la comunidad de Crespo.
En cuanto a sus afiliaciones, Canal 6 mantiene acuerdos de colaboración con otros canales y productoras de la provincia de Entre Ríos, lo que le permite acceder a una amplia gama de contenido para su programación.
Sus competidores son Canal 9 Litoral y ELONCE de Paraná.

## Historia
Canal 6 fue fundado el 1 de julio de 2010 en San Martín 1270 de la ciudad de Crespo, Entre Ríos, con el objetivo de brindar a la comunidad local una opción de televisión abierta con programación variada y de calidad. Desde sus inicios, el canal ha mantenido su independencia y ha sido gestionado de manera autónoma, adaptándose a las necesidades e intereses de su audiencia.
En febrero de 2011, culminaron las tareas de traslado de la planta transmisora de Canal 6 a un predio cercano a la ciudad y en una torre de 114 metros de altura que junto a un nuevo y más potente transmisor permiten ampliar notablemente el área de cobertura del canal.
En octubre de 2019, participó de la entrega de premios de la Asociación Entrerriana de Telecomunicaciones, ganando Época como premio a mejor programa musical de la televisión abierta de la provincia. 
En enero de 2020, comenzó a emitir en la Televisión digital terrestre bajo formato ISDB-T por aire en el canal 18.1
En agosto de 2022, inició sus emisiones en Paraná con una transmisor sincronizado SFN junto con un estudio propio en la capital entrerriana que trabaja en conjunto con el de Crespo.

### Una ventana al entretenimiento y la información regional
Las instalaciones de Canal 6 Crespo cuentan con una infraestructura moderna y completa para la producción y transmisión de programas. El canal dispone de 1 sala de control, 2 salas de edición y 5 estudios de grabación, todos equipados con tecnología de última generación. Entre ellos, destaca el Estudio n.º 4, el único en la provincia con una tribuna capaz de albergar a 300 personas. Este estudio ha sido diseñado especialmente para la realización de grandes eventos y cuenta con un espacio dedicado a actuaciones en vivo. Además, se encuentra equipado con 2 grúas y todos los elementos técnicos necesarios para producciones de alta calidad.
En cuanto a la movilidad, Canal 6 Crespo dispone de unidades móviles equipadas con tecnología de vanguardia. Estas incluyen 3 vehículos Kangoo ploteadas, un furgón Iveco y 1 furgón Master con una sala de edición incorporada y un switcher con capacidad de multicámaras. Estos recursos permiten al canal realizar transmisiones en exteriores y llegar a lugares distantes. Además, el canal cuenta con equipos de transmisión en 4G, lo que amplía su alcance y posibilita la cobertura de eventos en ubicaciones alejadas.
Destacando su compromiso con la comunidad local, Canal 6 Crespo ha instalado una torre de transmisión en su sede, la cual ofrece una visión panorámica de 360 grados de la ciudad de Crespo. Gracias a una cámara ubicada a 50 metros de altura, esta torre proporciona información en tiempo real sobre el estado del clima y el flujo vehicular en algunas de las principales vías de la ciudad.
En resumen, Canal 6 Crespo se ha convertido en un referente en la región por su destacada programación, su infraestructura tecnológica de primer nivel y su compromiso con la comunidad. A través de su transmisión, este canal brinda entretenimiento y noticias de relevancia local, promoviendo la cultura y las tradiciones de Entre Ríos y sus alrededores.

## Programación y Contenido
Canal 6 produce una variedad de programas de producción propia que abarcan temáticas como cultura, deportes, salud, cocina, entre otros. Estos programas son diseñados para reflejar los intereses y la identidad de la comunidad local.  Además de la producción propia, Canal 6 difunde contenidos de otros canales y productoras de la provincia de Entre Ríos, ofreciendo una amplia variedad de opciones de entretenimiento para su audiencia. Canal 6 ofrece una amplia gama de programación que refleja los intereses y necesidades de la comunidad de Crespo y la provincia de Entre Ríos. Entre sus programas destacados se encuentran:
- Diario 6: El noticiero matutino local de Canal 6.
- La mañana de todos: Es conducido por Nydia Schmidt, es el magazín matutino local de Canal 6.
- Mediodía 6: El noticiero de mediodía local de Canal 6.
- Noticiero 6: El noticiero central local de Canal 6.
- Sobremesa 6: Un programa de actualidad y noticias que aborda temas de interés local, provincial y nacional, realizado desde el estudio Paraná.
- Informate 6: Un programa de actualidad y análisis que aborda temas de interés local, provincial y nacional, presentando entrevistas, debates y reportajes, realizado desde el estudio Paraná
- Panorama Entrerriano (antes Lluvia de Noticias): Un programa de actualidad y noticias que aborda temas de interés local, provincial y nacional, realizado desde el estudio Paraná.
- Época: Programa de videos musicales de finales de los 70's, 80's y principio de los 90's con amplia información de los artistas que se presentan.
- Fernando Huck Reportajes: programa diario de entrevistas a personalides de la política, salud, deportes e instituciones intermedias.